# ルイビル・グレイズ

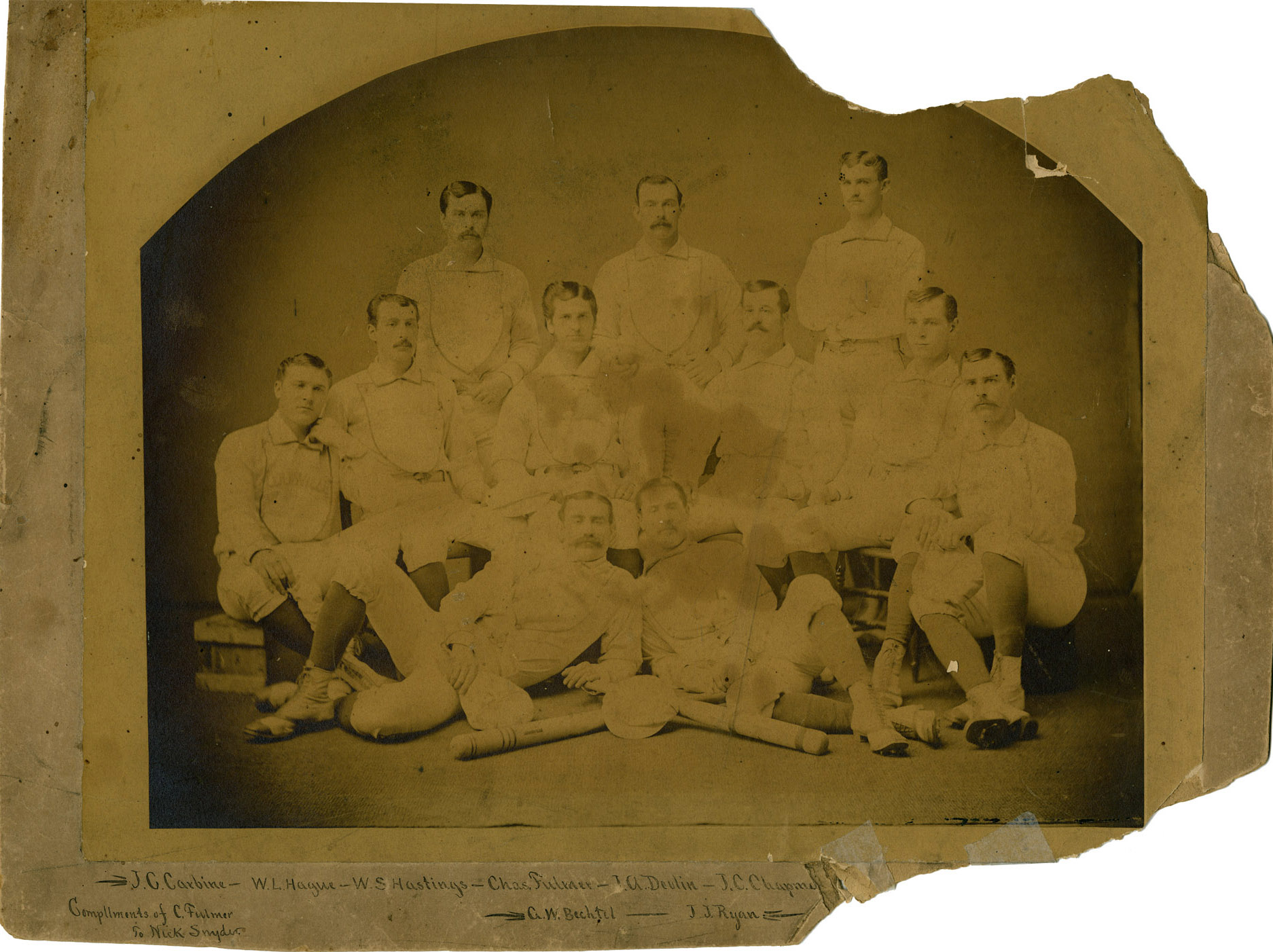
ルイビル・グレイズ(1876年)

ルイビル・グレイズ (Louisville Grays) は、1876年から1877年まで、アメリカ合衆国ケンタッキー州ルイビルを本拠地とし、メジャーリーグのナショナルリーグに所属していたプロ野球チーム。

## 球団史
球団は1876年のナショナルリーグ創設にあわせて結成され、ナショナルリーグに参加した。前年までシカゴ・ホワイトストッキングスに所属していたジム・デブリンが投打の中心だった。デブリンは1876年にナショナルリーグの最多奪三振投手となった。
1877年シーズンもグレイズは序盤好調で、8月にはリーグ首位にいたが、そこから原因不明の7連敗を喫する。最終的にはボストン・レッドストッキングスに首位を明け渡しチームは2位に終わった。チームのオーナーだったチャールズ・チェイスは、8月に2通の匿名の電報を受け取る。それは賭博師が8月21日のハートフォードとの対戦で八百長を仕掛けていることを告げる電報だったそうである。実際この試合で、ルイビルは不可解なエラーから敗戦する。当時のナショナルリーグ会長だったウィリアム・ハルバートは真相の調査に乗り出し、結果ジム・デブリン（投手）、ジョージ・ホール（左翼手）、アル・ニコルズ（ユーティリティ）と、調査に協力しなかった内野手のビル・クレイバーの4名に対し、永久追放処分が下された。チームの主軸を失ったグレイズはわずか2年で解散となった。

## 戦績
| 年度   | リーグ | 試合 | 勝利 | 敗戦 | 勝率 | 順位 | 監督                   | 本拠地                   |
| ------ | ------ | ---- | ---- | ---- | ---- | ---- | ---------------------- | ------------------------ |
| 1876年 | NL     | 69   | 30   | 36   | .455 | 5位  | ジャック・チャップマン | Louisville Baseball Park |
| 1877年 | NL     | 61   | 35   | 25   | .583 | 2位  | ジャック・チャップマン | Louisville Baseball Park |

## 所属した主な選手
- ジム・デブリン - 2年間で通算65勝。1876年の最多奪三振投手。投打の中心だった。

## 主な球団記録
- 通算安打数：166（ジム・デブリン）
- 通算打点数：55（ジム・デブリン）
- 通算勝利数：65（ジム・デブリン）